# Houghton-le-Spring
Houghton-le-Spring är en stad i grevskapet Tyne and Wear i nordöstra England. Staden ligger i distriktet Sunderland, cirka 10 kilometer nordost om Durham och cirka 9 kilometer sydväst om Sunderland. Tätortsdelen (built-up area sub division) Houghton-le-Spring hade 13 863 invånare vid folkräkningen år 2011.